# الکساندر لبدنکو
الکساندر لبدنکو (اوکراینی: Олександр Вікторович Лебеденко؛ زادهٔ ۱۳ اوت ۱۹۸۹) بازیکن فوتبال اهل اوکراین است.